# MAO (만화)
《MAO》(마오)는 주간 소년 선데이에 타카하시 루미코가 연재중인 일본의 만화이다.

## 줄거리
초등학교 1학년 때 사고로 부모님을 잃고 죽었다 살아난 경험이 있는 중학교 3학년 여학생 키바 나노카. 어느 날 두 세계를 잇는 문에서 정체불명의 남자 마오를 만나고 그에게 "요괴"라는 말을 듣게 된다. 다이쇼 시대를 배경으로 시공간을 뛰어넘어 만난 둘 사이의 처절한 운명의 수레바퀴가 돌아가기 시작하는데...

## 등장인물
마오
키바 나노카